# Magpahanggang Wakas
Magpahanggang Wakas es una serie de televisión filipina transmitida por ABS-CBN desde el 19 de septiembre de 2016 hasta el 6 de enero de 2017. Está protagonizada por Jericho Rosales y Arci Muñoz, con las participaciones antagónicas de John Estrada y Gelli de Belén.

## Argumento
Waldo es un hijo justo de una familia feliz, comparte un profundo amor con Aryann. Aunque ambos eran jóvenes, su amor por el otro era innegable genuino y verdadero.
Una noche, sin embargo, su historia cambió cuando Waldo accidentalmente mató a un hombre que intentó violar a Aryann. Waldo fue condenado por el crimen y fue enviado a prisión. Sintiéndose responsable de la desgracia de Waldo, Aryann tomó diferentes trabajos para recaudar dinero para sacarlo de la cárcel y se encontró con Tristan quien le dio la mano que estaba buscando desesperadamente.
No poco después de ser liberado sin embargo, Waldo se enfrentó al hermano vengativo del hombre que mató y fue baleado. Waldo cae de un acantilado y desemboca en el mar, lo que hizo que todos, excepto Aryann, creyeran que estaba muerto.
Después de haber aceptado lentamente la muerte de Waldo, Aryann siguió adelante y encontró su camino hacia Tristán, el hombre que no aprovechó su vulnerabilidad durante sus tiempos más oscuros. Los dos se enamoran el uno del otro y estaban preparados para casarse.
Sin embargo, durante el anuncio de su boda, Aryann se da cuenta de la verdad innegable de que Waldo está vivo. Los dos caminos cruzados, pero Aryann ya no está seguro de si todavía comparte el amor que alguna vez tuvieron.

## Elenco

### Elenco principal
- Jericho Rosales como Ronualdo "Waldo" del Mar.
- Arci Muñoz como Aryann Castillo.
- John Estrada como Tristan Lozado.

- Gelli de Belén como Jenna Celis.
- Rita Ávila como Rosita "Rosing" Berdero-Natividad.
- Lito Pimentel como Nicolas "Kulas" del Mar.
- Liza Lorena como Malena "Nenang" del Mar.
- Danita Paner como Leila Asunción.
- Jomari Angeles como Enrique "King" del Mar.
- Maika Rivera como Chesca Lozado.
- Marco Gumabao	como Zachary "Zach" Flores.
- Yen Santos como Clarissa "Issa" Ordonez.
- Cris Villanueva como Simon Flores.

### Elenco extendido
- Ana Abad-Santos como Mariposa.
- Lollie Mara como Mamay Celis.
- Levi Ignacio como ingeniero Gómez.
- Daisy Cariño
- Joan Bugcat
- Dodj Mallari
- Tom Olivar

### Elenco de invitados
- Eric Fructuoso como Rodríguez.
- Maila Gumila como Angela Vidal.
- Menggie Covarrubias como Gálvez.
- Lander Vera Pérez como Ted.
- Claire Ruiz como Amanda.
- Almira Muhlach como la esposa de Armand.
- Precious Lara Quigaman como Gina.
- Jeric Raval como Dante Ordonez.

### Participaciones especiales
- Allan Paule como Armand Natividad.
- Justin Cuyugan como Domingo "Dodong" Natividad.
- Kyle Banzon como Enrique "King" del Mar (joven).